# Bruce Witkin
Bruce Witkin (* in den USA) ist ein US-amerikanischer Musiker, Multiinstrumentalist, Songwriter, Musikproduzent und Labelbetreiber.

## Karriere
Witkin tourte als Musiker mit Adam Ant, Vanessa Paradis, den Hollywood Vampires und eigenen Bands: The Kids (ab 1980 mit Johnny Depp als Gitarrist) und Supremium. 2007 gründete er mit Ryan Dorn das Musiklabel Unison; er arbeitete sowohl mit Nachwuchsmusikern als auch mit international bekannten Stars. Er war an der Musik zu einigen Filmen beteiligt, zudem Johnny Depps Stimmtrainer bei Sweeney Todd – Der teuflische Barbier aus der Fleet Street (2007).
Witkin ist auch Gründer der wohltätigen Sheila Witkin Foundation, im Gedenken an seine Mutter, die unter anderem The Kids als Managerin betreut hatte.

## Privatleben
Bruce Witkin ist seit 1986 mit Suzanne Allison verheiratet. Ihre Tochter Victoria ist ebenfalls als Musikerin erfolgreich, zum Beispiel mit ihrer Band Glam Skanks.
Seit ihrer gemeinsamen Zeit in der Band The Kids waren Witkin und Johnny Depp vier Jahrzehnte lang enge Freunde. Im Verleumdungsprozess Depps gegen Amber Heard sagte Witkin 2022 aus und bescheinigte Depp eine „eifersüchtige Ader“ und Drogenkonsum. In den Medien wird er als „ex-Freund“ Depps bezeichnet.